# Robert Huygens
Robert Huygens (Dendermonde, 20 mei 1948) is een Belgisch voetbalbestuurder. Van 2021 tot 2022 was hij voorzitter van de Koninklijke Belgische Voetbalbond (KBVB).

## Levensloop
Robert Huygens was beroepshalve maatschappelijk assistent bij de Federale Overheidsdienst Justitie. Hij was secretaris en gerechtigde correspondent van voetbalclub KSK Lebbeke. Bij deze club en KAV Dendermonde was hij jeugdtrainer.
In 1996 werd hij actief binnen de Koninklijke Belgische Voetbalbond (KBVB) als lid van het Provinciaal Comité van Oost-Vlaanderen. Later werd hij er eerste ondervoorzitter en voorzitter. In 2007 werd hij lid van het Uitvoerend Comité, in 2013 lid van de raad van bestuur, in 2016 erelid en in 2020 eerste ondervoorzitter van de KBVB. In mei 2021 werd hij interim-voorzitter van de Belgische voetbalbond na het vertrek van Mehdi Bayat. In augustus datzelfde jaar werd hij officieel aangeduid als KBVB-voorzitter voor een periode van een jaar. In 2022 volgde Paul Van den Bulck hem op.
Sinds de oprichting ervan in 2017 is Huygens ook lid van de raad van bestuur van Voetbal Vlaanderen.